# Den Helder Kings
Den Helder Kings war ein niederländischer Basketballverein aus Den Helder.

## Geschichte

### Entwicklung des Basketball in Den Helder
Die Geschichte des Basketballs in Den Helder beginnt im Jahr 1948, als der Sportverein HAV Den Helder eine Basketballabteilung ins Leben rief. Ende der 1970er Jahre beschlossen die Mitglieder der Basketballmannschaft, sich vom Stammverein abzukapseln und einen eigenständigen Verein zu gründen.

### BV Noordkop
Dies geschah kurze Zeit nach dem Aufstieg der Mannschaft in die Eredivisie, der höchsten Liga der Niederlande. Der Verein war ab der ersten Saison 1981/82 in dieser Liga eigenständig unter dem Namen Basketbal Vereniging Noordkop (kurz: BV Nordkoop) aktiv. Die ersten Spielzeiten gestalteten sich sehr schwierig, es wurde stets gegen den Abstieg gekämpft, der aber immer verhindert werden konnte. In der Saison 1984/85 nahm man am Korać-Cup teil, scheiterte dort in der zweiten Runde.
Zur Saison 1985/86 wurde der ehemalige Trainer der niederländischen Basketballnationalmannschaft Ton Boot engagiert, dessen Anstellung sich schnell auszahlte. Den Helder wurde Zweiter der Hauptrunde und erreichte in den Play-offs das Finale um die Meisterschaft, welches gegen Nashua Den Bosch verloren ging. Im Folgejahr führte Boot die Mannschaft erneut ins Play-off-Finale, welches erneut gegen Den Bosch verloren ging.

### Die goldenen Jahre
Die Saison 1988/89 wurde auf dem zweiten Platz abgeschlossen. Ein drittes Mal erreichte die BV das Meisterschaftsfinale, wieder war der Serienmeister Den Bosch der Gegner. Im Gegensatz zu den beiden zuvor verlorenen Finalserien schaffte es Den Helder einmal in Den Bosch zu gewinnen, sodass die Mannschaft die erste Meisterschaft für den Verein gewann. Nun war Noordkop die dominierende Mannschaft der niederländischen Liga, gewann 1990, 1991 und 1992 drei weitere Meisterschaften in Folge. Zudem wurde 1992 der niederländische Basketballpokal gewonnen. Nach diesen fünf Titeln verließ Ton Boot den Klub Richtung Amsterdam zu ABC.
In den ersten beiden Jahren nach dem Weggang von Boot scheiterte Den Helder jeweils im Halbfinale. Mit den Trainern Meindert van Veen (1995) und Maarten Tromp (1998) wurden die Meisterschaften fünf und sechs gewonnen.

#### Europapokal
Durch die Erfolge in der nationalen Liga weist der Klub in dieser Zeit viele Teilnahmen an europäischen Wettbewerben vor:
- Europapokal der Landesmeister: 1990 - Top 8[4], 1991 - 1. Runde[5], 1992 - Top 16[6], 1993 - 1. Runde[7], 1996 - 1. Runde[8]
- Europapokal der Pokalsieger: 1998 - 1. Runde, 1994 - 3. Runde, 1995 - 1. Runde, 1999 - Gruppenphase
- Korać-Cup: 1989 - Top 16, 1997 - 1. Runde, 1998 - Gruppenphase, 2000 - 1. Runde

### Niedergang
Nach der Jahrtausendwende verschlechterten sich die Leistungen der Mannschaft und die BV belegte nur noch Plätze im Mittelfeld der Tabelle. Zur Saison 2005/06 zog der Klub sich wegen Finanznöten aus der ersten Liga zurück, meldete sich 2007 unter dem Namen Den Helder Steals wieder zurück. Doch der Klub musste sich erneut zurückziehen und verschwand vorerst in unterklassigen Ligen.

### Den Helder Kings
Ein neuer Versuch wurde unter dem Namen Den Helder Kings versucht, die ab der Saison 2012/13 wieder in der höchsten Basketball-Liga spielten und gleich einen guten sechsten Platz erreichten, in den Play-offs im Viertelfinale an den GasTerra Flames scheiterten. Anfang Dezember 2014 waren die seit 2012 vom belgischen Trainer Jean-Marc Jaumin betreuten Den Helder Kings bankrott.

## Halle
Der Verein trug seine Heimspiele in der Sporthal Sportcenter aus.

## Erfolge
- 6 × Niederländischer Meister (1989, 1990, 1991, 1992, 1995, 1998)
- 1 × Niederländischer Pokalsieger (1992)

## Namensgeschichte
Durch mehrmaliges Wechseln des Hauptsponsors hatte der Verein seit Gründung 13 verschiedene Namen:
- Albert van Zoonen/Cracks (1981–1984)
- Doppeldouche (1984–1986)
- Direktbank (1986–1989)
- Commodore (1989–1992)
- Mustang Jeans (1992–1995)
- René Colthof (1995–1997)
- Hans Verkerk (1997–2000)
- Conesco (2000–2001)
- CEB/Noordkop (2001–2003)
- Cape Holland (2003–2005)
- Bluestream Seals (2005–2007)
- Den Helder Seals (2007–2010)
- Den Helder Kings (2012–2014)